# Schismatoglottis clemensiorum
Schismatoglottis clemensiorum är en kallaväxtart som beskrevs av Alistair Hay. Schismatoglottis clemensiorum ingår i släktet Schismatoglottis och familjen kallaväxter. Inga underarter finns listade.